# Sa'dan-toraja
Le sa’dan-toraja est une langue austronésienne parlée en Indonésie, dans le Sud-Ouest l'île  de Sulawesi. La langue appartient à la branche malayo-polynésienne des langues austronésiennes.

## Répartition géographique
La langue est parlée dans le kabupaten de Tana Toraja.

## Classification
Le sa’dan-toraja est une des langues sulawesi du Sud. Celles-ci forment un des groupes du malayo-polynésien occidental.
Le kesu’ est le dialecte le plus prestigieux.

## Phonologie
Les tableaux présentent la phonologie du dialecte kesu’ du sa’dan-toraja.

### Voyelles
|         | Antérieure | Centrale | Postérieure |
| ------- | ---------- | -------- | ----------- |
| Fermée  | i [i]      |          | u [u]       |
| Ouverte | e [ɛ]      | a [a]    | o [ɔ]       |

### Consonnes
|              |              | Bilabiales | alvéolaires | Vélaires | Glottales |
| ------------ | ------------ | ---------- | ----------- | -------- | --------- |
| Occlusives   | Sourde       | p [p]      | t [t]       | k [k]    | ʔ [ʔ]     |
| Occlusives   | Sonore       | b [b]      | d [d]       | g [g]    |           |
| Fricative    | Fricative    |            | s [s]       |          |           |
| Nasale       | Nasale       | m [m]      | n [n]       | ng [ŋ]   |           |
| liquide      | liquide      |            | l [l]       |          |           |
| Roulée       | Roulée       |            | r [r]       |          |           |
| Semi-voyelle | Semi-voyelle | w [w]      |             | y [j]    |           |

### Consonnes longues
De nombreuses consonnes ont des allophones longs :
- illoŋ, nez
- arrak, pousser un cri de joie
- ronnoʔ, tomber (fruit)
- tammuʔ, rencontrer
- lossoʔ, terre
- sekkoʔ, odeur sous les bras
- lottoŋ, noir
- lappoʔ, collision
- baŋŋaʔ, ouvrir avec précaution

## Sources
- (en) Adelaar, Alexander, The Austronesian Languages of Asia and Madagascar: A Historical Perspective, The Austronesian Languages of Asia and Madagascar, pp. 1-42, Routledge Language Family Series, Londres, Routledge, 2005,  (ISBN 0-7007-1286-0)
- (en) Sande, J.S., et W.A.L. Stokhof, On the Phonology of the Toraja Kesuʔ Dialect, Miscellaneous Studies in Indonesian and Languages in Indonesia, Part IV (éditeur Ignatius Suharno), NUSA Linguistic Studies in Indonesian and Languages of Indonesia, Volume 5, pp. 19-34, Jakarta, Badan Penyelenggara Seri NUSA, 1977.